# Bayer 04 Leverkusen (kvinder)
Bayer 04 Leverkusen, også kendt som Bayer Leverkusen, Leverkusen eller blot Bayer, er kvindernes afdeling af den tyske fodboldklub af samme navn og blev etableret i 2008. Klubben er hjemmehørende i Leverkusen, Nordrhein-Westfalen. Klubben spiller i 2019-20 i Frauen-Bundesligaen, som er Tysklands bedste række i kvindernes fodbold.